# Parallelia latifascia
Parallelia latifascia är en fjärilsart som beskrevs av W. Warren 1888. Parallelia latifascia ingår i släktet Parallelia och familjen nattflyn. Inga underarter finns listade i Catalogue of Life.